# دنیل راسو
دنیل راسو (اسپانیایی: Daniel Razo‎؛ زادهٔ ۲۶ سپتامبر ۱۹۵۰) بازیکن فوتبال اهل مکزیک بود.
وی همچنین در تیم ملی فوتبال مکزیک بازی کرده‌است.